# والاس وغروميت: لعنة الأرنب المستذئب
والاس وغروميت: لعنة الأرنب المستذئب (بالإنجليزية: Wallace & Gromit: The Curse of the Were-Rabbit)‏ هو فيلم صور متحركة بريطاني أنتج عام 2005 من قبل شركة دريم وركز وحاز على جائزة الأوسكار لأفضل فيلم صور متحركة للعام 2005. الفيلم من إخراج نيك بارك وستيف بوكس وتم تصويره بالكامل في بريطانيا.

## روابط خارجية
- والاس وغروميت: لعنة الأرنب المستذئب على موقع IMDb (الإنجليزية)
- والاس وغروميت: لعنة الأرنب المستذئب على موقع ميتاكريتيك (الإنجليزية)
- والاس وغروميت: لعنة الأرنب المستذئب على موقع روتن توميتوز (الإنجليزية)
- والاس وغروميت: لعنة الأرنب المستذئب على موقع نتفليكس (الإنجليزية)
- والاس وغروميت: لعنة الأرنب المستذئب على موقع ألو سيني (الفرنسية)
- والاس وغروميت: لعنة الأرنب المستذئب على موقع Turner Classic Movies (الإنجليزية)
- والاس وغروميت: لعنة الأرنب المستذئب على موقع أول موفي (الإنجليزية)
- والاس وغروميت: لعنة الأرنب المستذئب على موقع بوكس أوفيس موجو (الإنجليزية)
- والاس وغروميت: لعنة الأرنب المستذئب على موقع فيلمافينيتي (الإسبانية)
- والاس وغروميت: لعنة الأرنب المستذئب على موقع قاعدة بيانات الأفلام السويدية (السويدية)